# 奧蘭治-拿騷的瑪麗
奧蘭治-拿騷的瑪麗（荷蘭語：Marie van Oranje-Nassau，1841年6月5日—1910年6月22日），維德親王妃，荷蘭國王威廉一世之子弗雷德里克與普魯士國王腓特烈·威廉三世之女路易絲的女兒。

## 家庭
1871年，瑪麗與維德親王威廉結婚，兩人共有3子2女：
1. 腓特烈（1872年—1945年），維德親王
2. 威廉（1876年—1945年），阿爾巴尼亞親王
3. 維克多（1877年—1946年）
4. 路易絲（1880年—1965年）
5. 伊莉莎白（1883年—1938年）